# 전규환

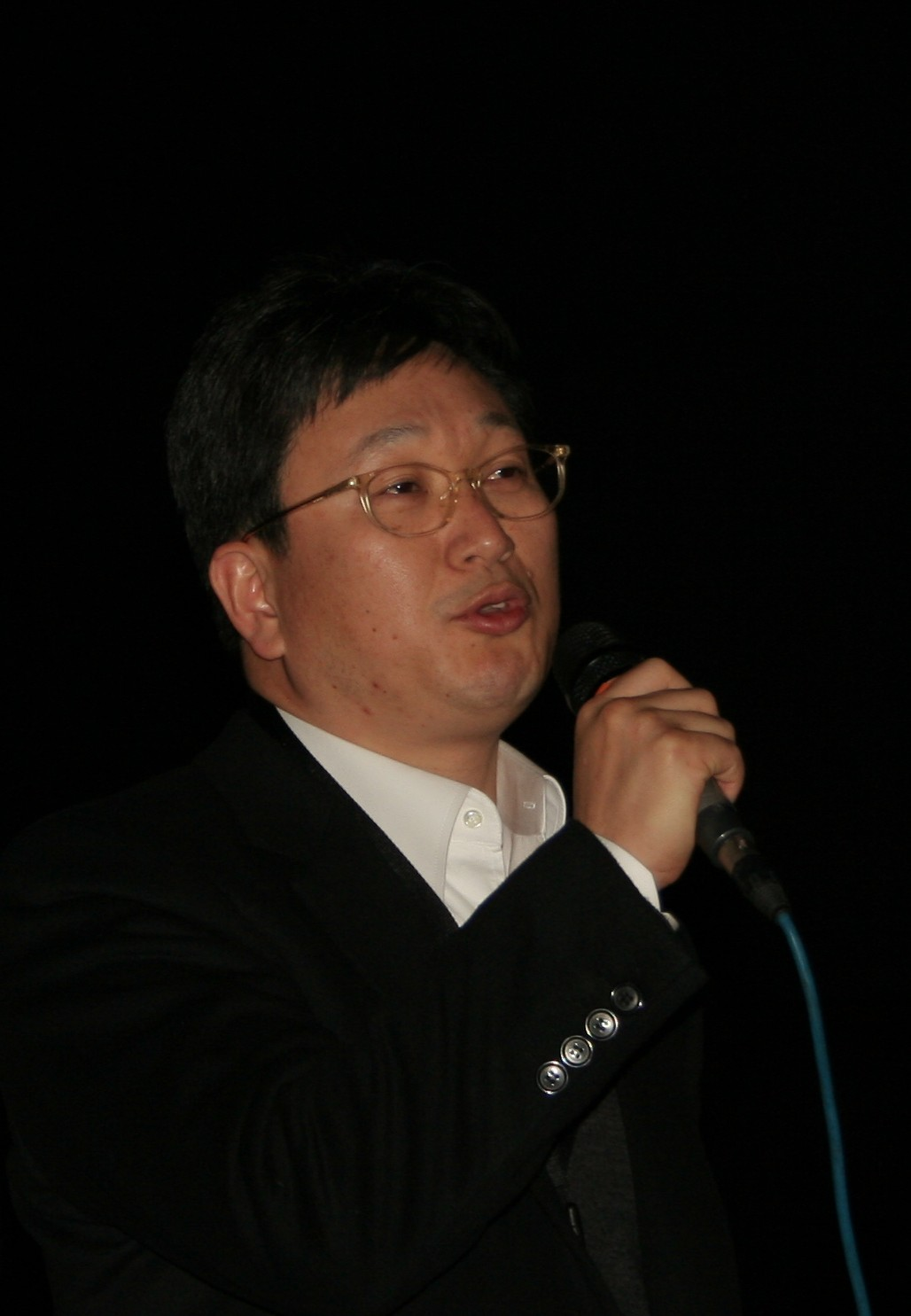

전규환(1965년 ~ )은 대한민국의 영화 감독, 각본가이다. 제69회 베네치아 국제 영화제에서 2012년 퀴어사자상을 수상한 최초의 한국 영화 무게(2012년)는 여러 영화제에서 여러 상을 수상했다. (제16회 탈린 블랙나이츠 영화제의 감독상, 2012년 제43회 인도 국제 영화제의 감독상)

## 참여 작품
- 무게 (영화)